# Порту-Сегуру (мікрорегіон)
Порту-Сегуру (порт. Microrregião de Porto Seguro) — мікрорегіон в Бразилії, входить в штат Баїя. Складова частина мезорегіону Південь штату Баїя. Населення становить 717 407 чоловік на 2005 рік. Займає площу 27 665.304 км². Густота населення — 25.9 чол./км².

## Склад мікрорегіону
До складу мікрорегіону включені наступні муніципалітети:
1. Алкобаса
2. Каравелас
3. Еунаполіс
4. Гуаратінга
5. Ібірапуан
6. Ітабела
7. Ітажимірін
8. Ітамаражу
9. Ітаньєн
10. Жукурусу
11. Лажедан
12. Медейрус-Нету
13. Мукурі
14. Нова-Вісоза
15. Порту-Сегуру
16. Праду
17. Санта-Крус-Кабралія
18. Тейшейра-ді-Фрейтас
19. Вереда

| Бразилія | Це незавершена стаття з географії Бразилії. Ви можете допомогти проєкту, виправивши або дописавши її. |